# Sant Roman de la Chalm
Saint-Romain-Lachalm és un municipi francès situat al departament de l'Alt Loira i a la regió d'Alvèrnia-Roine-Alps. L'any 2007 tenia 995 habitants.

## Demografia

### Població
El 2007 la població de fet de Saint-Romain-Lachalm era de 995 persones. Hi havia 362 famílies de les quals 79 eren unipersonals (55 homes vivint sols i 24 dones vivint soles), 98 parelles sense fills, 165 parelles amb fills i 20 famílies monoparentals amb fills.
La població ha evolucionat segons el següent gràfic:
Habitants censats

### Habitatges
El 2007 hi havia 515 habitatges, 365 eren l'habitatge principal de la família, 117 eren segones residències i 33 estaven desocupats. 430 eren cases i 83 eren apartaments. Dels 365 habitatges principals, 281 estaven ocupats pels seus propietaris, 70 estaven llogats i ocupats pels llogaters i 15 estaven cedits a títol gratuït; 3 tenien una cambra, 17 en tenien dues, 43 en tenien tres, 99 en tenien quatre i 204 en tenien cinc o més. 264 habitatges disposaven pel capbaix d'una plaça de pàrquing. A 130 habitatges hi havia un automòbil i a 213 n'hi havia dos o més.

### Piràmide de població
La piràmide de població per edats i sexe el 2009 era:
| Homes | Edats   | Dones |
| ----- | ------- | ----- |
| 0     | 95 o +  | 4     |
| 4     | 90 a 94 | 0     |
| 4     | 85 a 89 | 0     |
| 0     | 80 a 84 | 16    |
| 8     | 75 a 79 | 16    |
| 20    | 70 a 74 | 12    |
| 20    | 65 a 69 | 20    |
| 16    | 60 a 64 | 20    |
| 24    | 55 a 59 | 8     |
| 16    | 50 a 54 | 24    |
| 28    | 45 a 49 | 32    |
| 20    | 40 a 44 | 20    |
| 48    | 35 a 39 | 36    |
| 52    | 30 a 34 | 36    |
| 20    | 25 a 29 | 20    |
| 28    | 20 a 24 | 28    |
| 16    | 15 a 19 | 32    |
| 36    | 10 a 14 | 24    |
| 12    | 5 a 9   | 40    |
| 12    | 0 a 4   | 36    |

## Economia
El 2007 la població en edat de treballar era de 625 persones, 486 eren actives i 139 eren inactives. De les 486 persones actives 459 estaven ocupades (252 homes i 207 dones) i 28 estaven aturades (12 homes i 16 dones). De les 139 persones inactives 45 estaven jubilades, 59 estaven estudiant i 35 estaven classificades com a «altres inactius».

### Ingressos
El 2009 a Saint-Romain-Lachalm hi havia 376 unitats fiscals que integraven 1.037 persones, la mediana anual d'ingressos fiscals per persona era de 15.799 €.

### Activitats econòmiques
Dels 50 establiments que hi havia el 2007, 2 eren d'empreses alimentàries, 3 d'empreses de fabricació de material elèctric, 1 d'una empresa de fabricació d'elements pel transport, 9 d'empreses de fabricació d'altres productes industrials, 8 d'empreses de construcció, 8 d'empreses de comerç i reparació d'automòbils, 2 d'empreses de transport, 2 d'empreses d'hostatgeria i restauració, 1 d'una empresa d'informació i comunicació, 4 d'empreses financeres, 1 d'una empresa immobiliària, 6 d'empreses de serveis, 2 d'entitats de l'administració pública i 1 d'una empresa classificada com a «altres activitats de serveis».
Dels 12 establiments de servei als particulars que hi havia el 2009, 1 era una oficina de correu, 1 funerària, 2 tallers de reparació d'automòbils i de material agrícola, 2 paletes, 3 fusteries, 2 electricistes i 1 perruqueria.
Dels 3 establiments comercials que hi havia el 2009, 1 era una fleca i 2 carnisseries.
L'any 2000 a Saint-Romain-Lachalm hi havia 37 explotacions agrícoles que ocupaven un total de 760 hectàrees.

## Equipaments sanitaris i escolars
El 2009 hi havia una escola elemental.

## Poblacions més properes
El següent diagrama mostra les poblacions més properes.